# Pseudodiploexochus insularis
Pseudodiploexochus insularis är en kräftdjursart som först beskrevs av Albert Vandel1977.  Pseudodiploexochus insularis ingår i släktet Pseudodiploexochus och familjen Armadillidae. Inga underarter finns listade i Catalogue of Life.